# Філіп д'Ібелін
Філіп д'Ібелін (фр. Philippe d'Ibelin; до 1180—1227) — представник впливового роду Ібелін, регент Кіпрського королівства з 1223 (фактично з 1218). Молодший син оборонця Єрусалима Баліана д'Ібеліна та королеви-вдови Марії Комніної, належав до вищої знаті хрестоносців Єрусалимського королівства.

## Біографія
Філіп вперше згадується в 1206 році, коли він і його старший брат Жан I д'Ібелін, старий лорд Бейрута, супроводжували свою племінницю Алісу Шампанську на Кіпр для її одруження з Гуго I Кіпрським. Обидва брати перебрались мешкати на острів назавжди до 1217 року, ймовірно, після конфлікту з королем Іоанном Брієнським. У 1218 році Гуго I Кіпрський помер, і Філіп був призначений стюардом (тобто регентом) Генріха I Кіпрського під час його неповноліття — на цій посаді він відіграв важливу роль у зростанні домінування Ібелінського дому на острові.

## Шлюб
Філіп одружився з Алісою Монбельярською (померла після 1244), сестрою Одо Монбельярського. У них було двоє дітей:
- Марія Ібелінська († після 1244), стала черницею, для якої в 1244 році Аліса профінансувала заснування монастиря Святого Теодора в Нікосії.
- Жан д'Ібелін († 1266), граф Яффо.